# Fnaire
Fnaire is een Marokkaans hiphopkwartet uit Marrakesh dat populariteit geniet in Marokko en in mindere mate Frankrijk. De vier leden komen allen uit Marrakesh en rappen in het Arabisch.
In 2008 verscheen het nummer "Matkish Bladi" ("Touche pas mon pays"), vrij vertaald: Raak mijn land niet aan. In het nummer wordt opgeroepen de Spaanse enclaves Ceuta en Melilla terug te geven aan Marokko. Het was de eerste keer dat Fnaire politiek getinte muziek uitbracht.
De muziek voor het nummer werd geproduceerd door Nouveauriche, een Marokkaans-Nederlandse producer uit Roosendaal.